# Edwin Luisi
Edwin Frederico Luisi (ur. 11 lutego 1947 w São Paulo) – brazylijski aktor, najbardziej znany z roli romantycznego młodego milionera, abolicjonistę Álvaro Mendonçy, zakochanego w głównej bohaterce granej przez Lucélię Santos w telenoweli Niewolnica Isaura (emisja w TVP1 w 1986 roku).

## Życiorys
Urodził się w São Paulo, w stanie São Paulo, w rodzinie włoskiego pochodzenia jako syn Marii Migueliny „Ninon” Luisi i Vicentego Luisiego, księgowego, który zainwestował w fabrykę aluminiową. Edwin odkąd skończył 11 lat, trenował gimnastykę sportową. Jego rodzice chcieli, by został lekarzem. Jako nastolatek wybrał kurs ratownictwa medycznego, jednak wkrótce porzucił plany zostania lekarzem na rzecz aktorstwa. Następnie w 1968 wyjechał do Francji, gdzie ukończył historię sztuki i język francuski.
W 1970 rozpoczął studia w Szkole Sztuki Dramatycznej na Uniwersytecie w São Paulo. W latach 70. grywał w teatrze m.in. jako bandyta Beatinho w Ewangelii Jana (1973) i jako Lord Richmond w Ryszardzie III (1975)). Po raz pierwszy trafił na mały ekran jako Renato Medeiros w telenoweli Camomila e Bem-me-quer (1972) z Marcelo Picchi. W 1976 zadebiutował na kinowym ekranie jako Alípio w komedii Kobieciarz (O Mulherengo). Później wystąpił w wielu serialach, w tym Dona Xepa (1977) jako Daniel de Sousa, O Astro (1977) w roli Felipe Cerqueiry, Salomé (1991) jako Rosendo Pacheco i Rebelde (2011) w podwójnej roli jako Genaro Zanetti i Osvaldo Zanetti. Był też obsadzany w filmach takich jak dramat Przysłowie słońca (Adágio ao Sol, 1996), dramat historyczny Mauá - cesarz i król (Mauá - O Imperador e o Rei, 1999) jako Aurélio u boku Paula Bettiego i komedia Radośni towarzysze (As Alegres Comadres, 2003) jako Pan Lima.